# 신지수 (미스코리아)
신지수(1994년 1월 31일 ~ )는 대한민국의 미스코리아 출신 배우 겸 아나운서 겸 MC 겸 모델이다.

## 학력
- 동덕여자대학교 방송연예과

## 출연작

### 영화
- 《원스 어폰 어 타임》 (2008년) - 학생 역
- 《베테랑》 (2015년) - 신인 연예인 역
- 《내부자들》 (2015년) - 팬트하우스 녀 역
- 《내부자들:디 오리지널》 (2015년) - 팬트하우스 녀 역

### 드라마
- 《상속자들》 (SBS, 2013년) - 모델
- 《미스코리아》 (MBC, 2013년) - 미스코리아 후보 역
- 《KBS2 드라마 스페셜》 (KBS, 2014년) - 딜러 역

### 방송
- 《미스코리아 더 리얼리티》 - (MBC every1, 2015년)
- 《휴먼다큐 사람이 좋다》 - (MBC, 2015년)
- 《좋아요》 - (동아방송, 2016년)
- 《SBS 스페셜》 - (SBS, 2016년)
- 《머니투데이》 - (리포터)
- 《서울경제TV》 - (리포터)
- 《한국경제TV》 - (MC, 아나운서)
- 《연합뉴스TV》 - (MC)

### 광고
- 해태 타코야끼볼
- 넥슨 카오스 크로니클
- 톡스앤필
- 이브라
- 카카오 헤어샵

### 패션쇼
- - Seoul Collection
  - SFAA Collection
  - 한국-베트남 수교 기념
  - 국회의사당
  - 인천공항
  - 신세계백화점 VVIP 패션쇼
  - 아르마니
  - 정경옥 웨딩
  - JW 메리어트 호텔 서울 웨딩
  - 곽현주 디자이너
  - 금단제 한복
  - 이선영 한복
  - 입생로랑
  - 한류 패션 페스티벌
  - 대한민국 국제관광 박람회
  - 오송 국제뷰티박람회
  - 중국 홍면 인터네셔널 패션위크
  - 중국 상해 국제패션박람회
  - 람보르기니
  - 디올
  - 펜디 그 외 다수

### 홍보대사
- 충북지적장애인협회 홍보대사
- K-BIZ 세계화 포럼 홍보대사
- 이브라 핑크하트 홍보대사
- 세계평화봉사사절단 홍보대사

### 수상
- 미스인터콘티넨탈 2위
- 미스인터콘티넨탈 한중걸그룹상
- 미스코리아 충북세종 특별상
- 미스코리아 TOP 30
- 충청북도의회 표창장

### 심사
- MRS&MR GRAND SEA WORLD KOREA 심사위원
  - MRS&MR SENIOR TOURISM INTERNATIONAL 심사위원
    - 미스 아나운서 선발대회 심사위원
      - MRS&MR&SENIOR MODEL PAGEANT 심사위원
        - MRS&MR&SENIOR MODEL PAGEANT 운영위원장